# Saint-Martin (Vallese)
Saint-Martin (toponimo francese) è un comune svizzero di 837 abitanti del Canton Vallese, nel distretto di Hérens.

## Storia
Il comune di Saint-Martin è stato istituito nel 1882 con lo scorporo del comune soppresso di Hérens nei nuovi comuni di Evolène e Saint-Martin.

## Monumenti e luoghi d'interesse

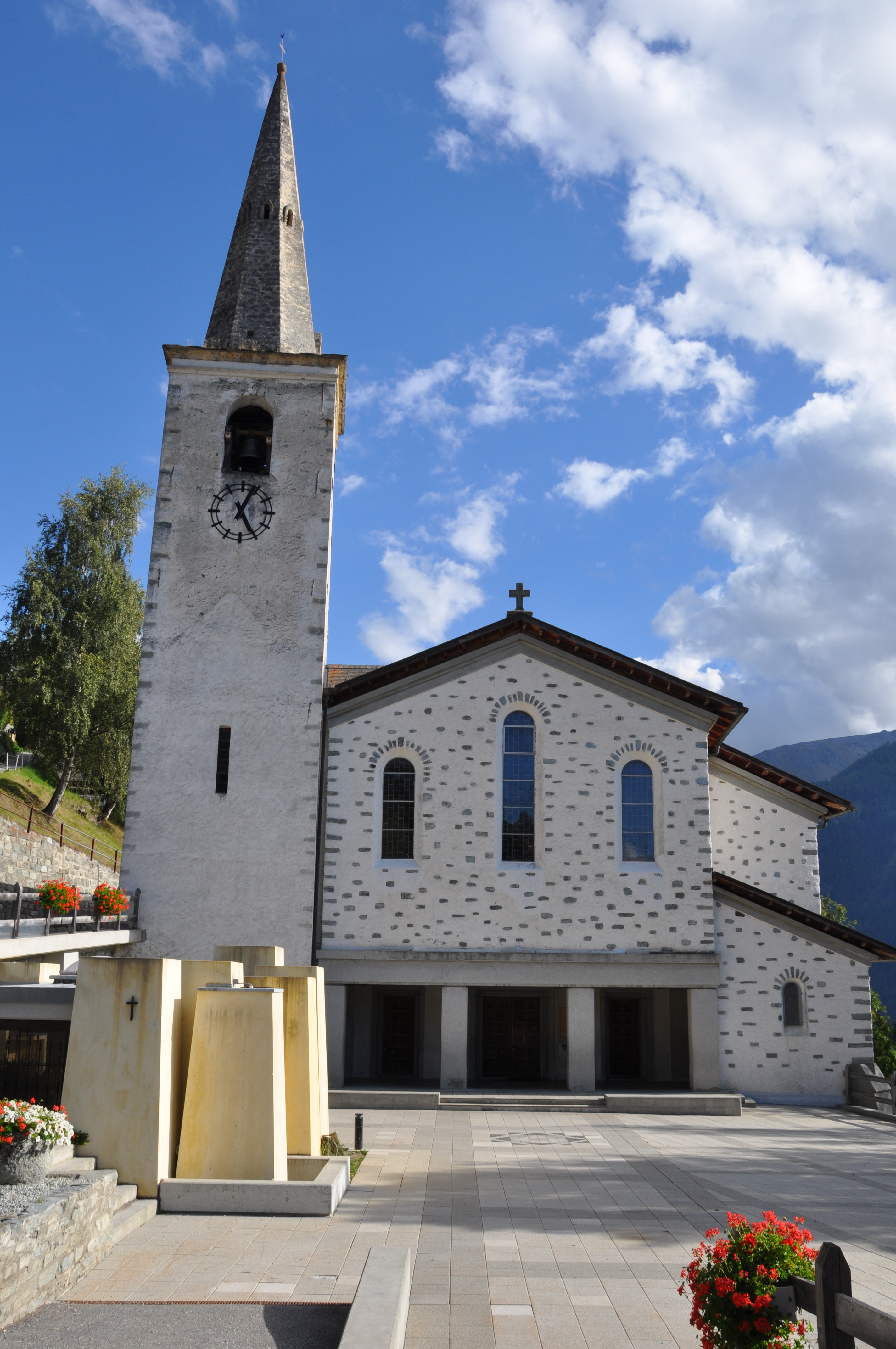
La chiesa di San Martino

- Chiesa parrocchiale cattolica di San Martino, eretta nel 1950, con campanile del 1813[1];

## Società

### Evoluzione demografica
L'evoluzione demografica è riportata nella seguente tabella:
Abitanti censiti

## Geografia antropica

### Frazioni

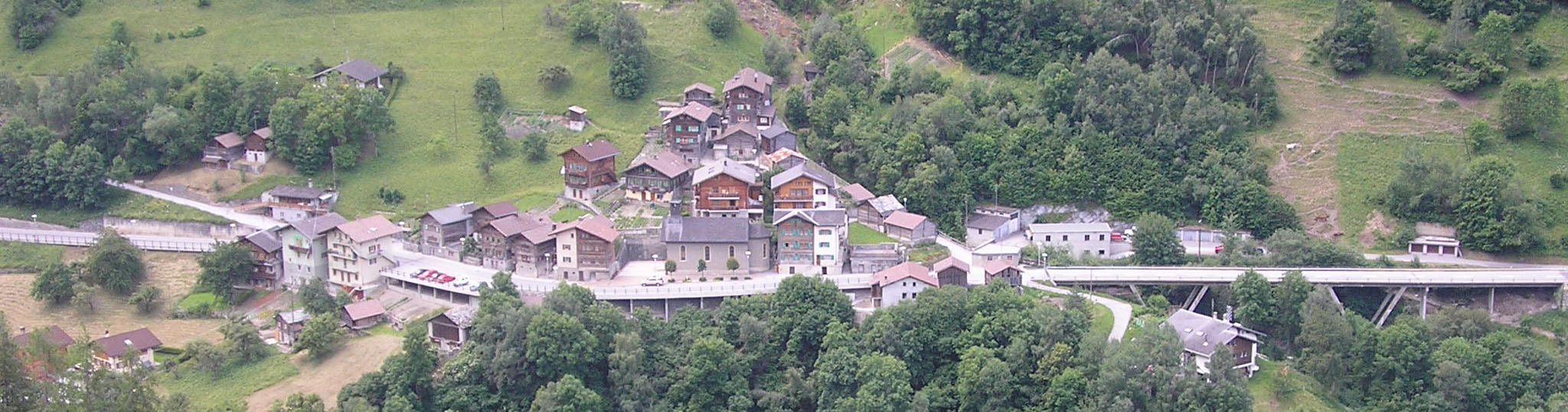
La Luette

- Eison
- La Luette
- Liez
- Ossona
- Praz-Jean
- Suen
- Trogne

## Amministrazione
Ogni famiglia originaria del luogo fa parte del cosiddetto comune patriziale e ha la responsabilità della manutenzione di ogni bene ricadente all'interno dei confini del comune.